# هنری آرمتا
هنری آرمتا (انگلیسی: Henry Armetta؛ ۴ ژوئیهٔ ۱۸۸۸ – ۲۱ اکتبر ۱۹۴۵) یک هنرپیشه اهل ایتالیا بود. وی بین سال‌های ۱۹۱۵ تا ۱۹۴۵ میلادی فعالیت می‌کرد.

## بخشی از فیلم‌شناسی
- فرشته خیابانی (۱۹۲۸)
- مادام اکس (۱۹۲۹)
- عشق (۱۹۳۰)
- صورت زخمی (۱۹۳۲)
- برادر شیطان (۱۹۳۳)
- وسوسه باشکوه (۱۹۳۵)
- پس از ساعت اداری (۱۹۳۵)
- لنگرها را بکشید (۱۹۴۵)